# Trofeo Ciudad de La Línea
El Trofeo Ciudad de la Línea es un torneo amistoso de fútbol, que se celebra en la ciudad de La Línea de la Concepción, en Andalucía (España). El torneo celebró su primera edición el año 1970, proclamándose el Valencia C. F. campeón de la misma.
Hasta el momento la última edición disputada fue la del año 2002, siendo el campeón el Sevilla Fútbol Club.
En el año 2017 se vuelve a disputar una nueva edición después de 14 años de ausencia, disputándose a partido único el trofeo el equipo local, la Real Balompédica Linense, y la Unión Deportiva Las Palmas resultando campeón el equipo canario tras derrotar al conjunto anfitrión por 1-2 con goles de Alen Halilović y Mauricio Lemos.
El 18 de junio de 2018 se anuncian los equipos que participarán en una nueva edición del Trofeo Ciudad de La Línea, estos serán Cádiz CF, RCD Mallorca y el conjunto anfitrión, la Real Balompédica Linense. Por primera vez desde 1990 habrá más de dos participantes y se disputará en formato de triangular.
El torneo se disputa en el Estadio Municipal de La Línea de la Concepción, lugar donde disputa sus encuentros de forma asiduo el equipo de la localidad, la Real Balompédica Linense.

## Finales
| Año       | Edición | Campeón                  | Res.         | Subcampeón               | Tercero                    | Cuarto                  |
| --------- | ------- | ------------------------ | ------------ | ------------------------ | -------------------------- | ----------------------- |
| 1970      | I       | Valencia C. F.           | 2-0          | Sevilla F. C.            | C. A. San Lorenzo          | R. S. C. Anderlecht     |
| 1971      | II      | F. K. Rapid Viena        | 1-0          | R. C. Celta de Vigo      | C. D. Málaga               | F. C. Dinamo București  |
| 1972      | III     | F. K. Dukla Praga        | 1-1 (pen)    | F. K. Sarajevo           | Granada C. F.              | C. D. Málaga            |
| 1973      | IV      | Real Betis Balompié      | 1-1 (pen)    | C. F. Os Belenenses      | Eintracht Frankfurt        | C. D. Málaga            |
| 1974      | V       | H. N. K. Hajduk Split    | 2-1          | Real Betis Balompié      | Valencia C. F.             | Unión Española          |
| 1975      | VI      | R. C. D. Espanyol        | 2-0          | F. C. Steaua București   | Sevilla F. C.              | H. N. K. Hajduk Split   |
| 1976      | VII     | C. D. Málaga             | 0-0 (pen)    | Valencia C. F.           | F. C. Dinamo Tbilisi       | F. C. Amsterdam         |
| 1977      | VIII    | U. D. Salamanca          | 4-2          | C. Nacional de F.        | Stoke City F. C.           | Cádiz C. F.             |
| 1978      | IX      | Birmingham City F. C.    | 2-1          | Real Sporting de Gijón   | Š. K. Bratislava           | Real Zaragoza           |
| 1979      | X       | Sel. Olímpica de Hungría | 2-0          | C. F. Monterrey          | C. D. Málaga               | A. D. Almería           |
| 1980      | XI      | Algeciras C. F.          | 1-0          | Real Balompédica Linense | Lusitano G. S. de Évora    | K. A. C. Kenitra        |
| 1981      | XII     | Real Madrid C. F.        | 3-0          | Leeds United F. C.       | F. K. Partizan de Belgrado | Real Sporting de Gijón  |
| 1982      | XIII    | Real Madrid C. F.        | 2-0          | Athletic Club            | F. K. Vojvodina            | Nottingham Forest F. C. |
| 1983      | XIV     | C. Atlético de Madrid    | 4-3          | Cádiz C. F.              | Liverpool F. C.            | F. C. Dinamo București  |
| 1984      |         | No disputado             | No disputado | No disputado             | No disputado               | No disputado            |
| 1985      | XV      | F. C. Barcelona          | 3-1          | C. Atlético Mineiro      | Boavista F. C.             | Cádiz C. F.             |
| 1986      | XVI     | Real Madrid C. F.        | 2-0          | Fluminense F. C.         | C. Nacional de F.          | Real Sporting de Gijón  |
| 1987-1988 |         | No disputado             | No disputado | No disputado             | No disputado               | No disputado            |
| 1989      | XVII    | C. Atlético de Madrid    | 1-0          | Sevilla F. C.            | Š. K. Slovan Bratislava    | S. E. Palmeiras         |
| 1990      | XVIII   | S. S. Lazio              | 2-2 (pen)    | Real Madrid C. F.        | C. A. Peñarol              | Cádiz C. F.             |
| 1991      | XIX     | F. C. Barcelona          | 1-0          | Budapest Honvéd F. C.    |                            |                         |
| 1992      | XX      | C. Atlético de Madrid    | 2-2 (pen)    | C. R. Flamengo           |                            |                         |
| 1993      | XXI     | Valencia C. F.           | 1-0          | Sevilla F. C.            |                            |                         |
| 1994      | XXII    | Real Madrid C. F.        | 3-0          | P. S. V. Eindhoven       |                            |                         |
| 1995      | XXIII   | F. C. Barcelona          | 3-2          | Olympique de Lyon        |                            |                         |
| 1996      |         | No disputado             | No disputado | No disputado             | No disputado               | No disputado            |
| 1997      | XXIV    | Real Valladolid C. F.    | 1-0          | Real Betis Balompié      |                            |                         |
| 1998      | XXV     | Aston Villa F. C.        | 2-1          | Sevilla F. C.            |                            |                         |
| 1999      | XXVI    | Real Balompédica Linense | 2-1          | Málaga C. F.             |                            |                         |
| 2000      | XXVII   | Real Madrid C. F.        | 2-1          | Middlesbrough F. C.      |                            |                         |
| 2001      | XXVIII  | Sevilla F. C.            | 2-1          | Málaga C. F.             |                            |                         |
| 2002      | XXIX    | Sevilla F. C.            | 2-0          | C. Nacional de F.        |                            |                         |
| 2003-2016 |         | No disputado             | No disputado | No disputado             | No disputado               | No disputado            |
| 2017      | XXX     | U. D. Las Palmas         | 2-1          | Real Balompédica Linense |                            |                         |
| 2018      | XXXI    | Cádiz C. F.              | triangular   | R. C. D. Mallorca        | Real Balompédica Linense   |                         |
| 2019      | XXXII   | Cádiz C. F.              | 1-1 (pen)    | Real Balompédica Linense |                            |                         |
| 2020      |         | No disputado             | No disputado | No disputado             | No disputado               | No disputado            |
| 2021      | XXXIII  | Real Balompédica Linense | 2-0          | Córdoba C. F.            |                            |                         |

## Palmarés
| Club                           | Títulos | Subtítulos | Años Campeón                 | Años Subcampeón        |
| ------------------------------ | ------- | ---------- | ---------------------------- | ---------------------- |
| Real Madrid C. F.              | 5       | 1          | 1981, 1982, 1986, 1994, 2000 | 1990                   |
| Atlético de Madrid             | 3       | -          | 1983, 1989, 1992             | -                      |
| F.C. Barcelona                 | 3       | -          | 1985, 1991, 1995             | -                      |
| Sevilla F.C.                   | 2       | 4          | 2001, 2002                   | 1970, 1989, 1993, 1998 |
| Real Balompédica Linense       | 2       | 3          | 1999, 2021                   | 1980, 2017, 2019       |
| Valencia C. F.                 | 2       | 1          | 1970, 1993                   | 1976                   |
| Cádiz C.F.                     | 2       | 1          | 2018, 2019                   | 1983                   |
| C.D. Málaga / Málaga C. F.     | 1       | 2          | 1976                         | 1999, 2001             |
| Real Betis Balompié            | 1       | 2          | 1973                         | 1974, 1997             |
| S. K. Rapid Viena              | 1       | -          | 1971                         | -                      |
| Dukla Praha                    | 1       | -          | 1972                         | -                      |
| Hajduk Split                   | 1       | -          | 1974                         | -                      |
| R. C. D. Español               | 1       | -          | 1975                         | -                      |
| U. D. Salamanca (Desaparecido) | 1       | -          | 1977                         | -                      |
| Birmingham City                | 1       | -          | 1978                         | -                      |
| Selección Olímpica de Hungría  | 1       | -          | 1979                         | -                      |
| Algeciras CF                   | 1       | -          | 1980                         | -                      |
| Lazio                          | 1       | -          | 1990                         | -                      |
| Real Valladolid                | 1       | -          | 1997                         | -                      |
| Aston Villa F. C.              | 1       | -          | 1998                         | -                      |
| UD Las Palmas                  | 1       | -          | 2017                         | -                      |
| Club Nacional                  | -       | 2          | -                            | 1977, 2002             |
| R. C. D. Mallorca              | -       | 1          | -                            | 2018                   |
| R. C. Celta de Vigo            | -       | 1          | -                            | 1971                   |
| Sarajevo                       | -       | 1          | -                            | 1972                   |
| C. F. Os Belenenses            | -       | 1          | -                            | 1973                   |
| Steaua de Bucarest             | -       | 1          | -                            | 1975                   |
| Real Sporting de Gijón         | -       | 1          | -                            | 1978                   |
| C. F. Monterrey                | -       | 1          | -                            | 1979                   |
| Leeds United F. C.             | -       | 1          | -                            | 1981                   |
| Athletic Club                  | -       | 1          | -                            | 1982                   |
| Clube Atlético Mineiro         | -       | 1          | -                            | 1985                   |
| Fluminense F. C.               | -       | 1          | -                            | 1986                   |
| Budapest Honvéd F. C.          | -       | 1          | -                            | 1991                   |
| C. R. Flamengo                 | -       | 1          | -                            | 1992                   |
| PSV Eindhoven                  | -       | 1          | -                            | 1994                   |
| Olympique de Lyon              | -       | 1          | -                            | 1995                   |
| Middlesbrough F. C.            | -       | 1          | -                            | 2000                   |
| Córdoba C. F.                  | -       | 1          | -                            | 2021                   |